# Colecturía

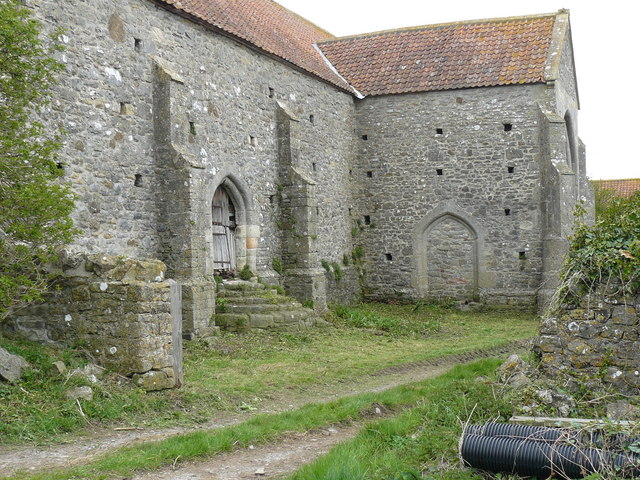
Colecturía de los diezmos en Inglaterra.

Colecturía era una troje o granero dedicado a los diezmos es decir la décima parte de los frutos del campo cosechados, que los feligreses de una diócesis suministraban anualmente para el mantenimiento del Cabildo eclesiástico. Durante el virreinato de las colonias españolas se reservaba un décimo para el rey.